# Co thắt bao xơ
Co thắt bao xơ là hiện tượng vỏ xơ cứng xuất hiện xung quanh túi đặt ngực trong khoang ngực một thời gian sau phẫu thuật nâng ngực. Đây là phản ứng tự nhiên của hệ miễn dịch cơ thể đối với các vật thể lạ được cấy ghép vào cơ thể. Chúng có thể là đinh, nẹp, vít xương cũng như túi đặt ngực.
Có nhiều mức độ khác nhau của hiện tượng co thắt bao xơ như:
- Độ 1: Ngực vẫn mềm mại như người chưa trải qua phẫu thuật, bầu ngực không hề bị biến dạng.
- Độ 2: Cứng nhẹ, bầu ngực kém mềm mại, có thể sờ thấy túi đặt ngực nhưng nhìn bề ngoài chưa thấy bất thường.
- Độ 3: Cứng vừa, bầu ngực cứng hơn, dễ dàng sờ thấy túi đặt ngực, và có thể nhìn thấy ngực bị biến dạng.
- Độ 4: Co thắt nặng, ngực thực sự rất cứng, căng tức, đau và bầu ngực méo mó đáng kể.

## Nguyên nhân gây co thắt bao xơ
Co thắt bao xơ trong nâng ngực xảy ra khi các viên nang sợi collagen thắt chặt và bóp cứng các mô cấy ngực. Co thắt bao xơ là một biến chứng y tế có thể rất đau đớn và bất tiện cho bệnh nhân, và có thể làm mất vẻ đẹp thẩm mỹ của các túi đặt ngực và bầu vú. Mặc dù nguyên nhân của co thắt bao xơ là không rõ ràng, nhưng chủ yếu nguyên nhân hình thành co thắt bao xơ là do nhiễm khuẩn, vỡ  vỏ mô cấy ngực, rò rỉ của silicone-gel trong mô cấy ra ngoài và tụ máu và phản ứng phòng vệ của cơ thể người bệnh.

## Giải pháp nâng ngực giảm co thắt bao xơ
- Lựa chọn vị trí đặt túi nâng ngực là dưới cơ ngực lớn trong quá trình phẫu thuật nâng ngực. Trong phẫu thuật nâng ngực bác sĩ thường lựa chọn đặt túi nâng ngực dưới cơ ngực lớn hoặc dưới tuyến vú. Việc đặt túi ngực dưới cơ ngực lớn làm cho túi ngực trong khoang đặt ngực thường xuyên được massage khi cơ ngực lớn vận động do sự cử động của cánh tay. Do đó làm giảm tỉ lệ xuất hiện vỏ bao xơ xung quanh túi nâng ngực.
- Sử dụng túi ngực bề mặt xốp (túi Polyurethane). Túi nâng ngực bề mặt xốp có khả năng hút chất dịch vào trong bề mặt của nó mà không hình thành một lớp màng bao bọc quanh túi nâng ngực do đó khó tạo thành vỏ bao xơ.
- Hạn chế sự tối đa tiếp xúc với túi nâng ngực trong quá trình phẫu thuật cũng như khoang đặt túi nâng ngực trước khi đưa túi nâng ngực vào bên trong cơ thể. Chỉ có bác sĩ phẫu thuật trực tiếp mới được chạm vào túi nâng ngực còn những y tá, phụ mổ hoàn toàn tránh tiếp xúc với túi nâng ngực.

## Giải pháp xử lý khi có co thắt bao xơ
Giải pháp tốt nhất là phẫu thuật cắt bỏ bao xơ xung quanh túi nâng ngực, tháo bỏ túi và đặt lại túi nâng ngực mới. Ngoài ra có thể sử dụng những phương pháp xử lý bao xơ không cần phẫu thuật như: massage, siêu âm ngoài, điều trị bằng thuốc Accolate, Singulair hoặc liệu pháp điện từ trường xung.